# Selaserica
Selaserica (лат.) — род пластинчатоусых жуков из подсемейства хрущей (Scarabaeidae). Около 30 видов.

## Описание
Пластинчатоусые жуки мелкого и среднего размера. Передние голени с 3 зубцами. Тело одноцветное: желтовато-коричневое или красновато-коричневое. Апикальная граница надкрылий с тонким мембранозным ободком. Глаза крупные (отношение диаметр/межглазничная ширина: 0,57—0,83). Булава усиков у самца с тремя или четырьмя антенномерами. Метатарсомеры вентрально волосистые. Гипомерон с поперечным базовентральным килем или без него.

## Систематика
Известно около 30 видов. Selaserica был впервые описан в 1897 году немецким энтомологом Ernst Brenske (1845—1904). Род входит в состав трибы Sericini из подсемейства хрущей (Scarabaeidae). Род отличается от Periserica и Trioserica одноцветной окраской тела.
- Selaserica athukoralai Ranasinghe, Eberle, Benjamin & Ahrens, 2020[5]
- Selaserica confirmata (Walker, 1859)
- Selaserica convexiuscula Fabrizi & Ahrens, 2014[6]
- Selaserica distincticornis  (Brenske, 1898)
- Selaserica fabriziae Ranasinghe et al., 2022[7]
- Selaserica hosanagarana Sreedevi, Ranasinghe, Fabrizi & Ahrens, 2019[8]
- Selaserica impexa  Fabrizi & Ahrens, 2014
- Selaserica implicata  (Brenske, 1898)
- Selaserica kanneliyana  Fabrizi & Ahrens, 2014
- Selaserica karnatakaensis  Ahrens & Fabrizi, 2016
- Selaserica knucklensis  Fabrizi & Ahrens, 2014
- Selaserica lucidicollis  Fabrizi & Ahrens, 2014
- Selaserica maculicauda  (Arrow, 1916)
- Selaserica meridionalis  Fabrizi & Ahrens, 2014
- Selaserica nitida  (Candèze, 1861)
- Selaserica nuwarana  Fabrizi & Ahrens, 2014
- Selaserica opacipennis  Frey, 1973
- Selaserica padukkana  Fabrizi & Ahrens, 2014
- Selaserica praetexta  Fabrizi & Ahrens, 2014
- Selaserica pusilla  Arrow, 1916
- Selaserica scutellaris  Arrow, 1916
- Selaserica sericea  Arrow, 1916
- Selaserica sinharajana  Fabrizi & Ahrens, 2014
- Selaserica sororinitida  Ranasinghe et al., 2022
- Selaserica splendifica  (Brenske, 1898)
- Selaserica vagans Ahrens & Fabrizi, 2016
- Selaserica wilpattuensis Fabrizi & Ahrens, 2014[6]